# Ладожское сельское поселение
Ладожское сельское поселение — муниципальное образование в Усть-Лабинском районе Краснодарского края России.
В рамках административно-территориального устройства Краснодарского края ему соответствует Ладожский сельский округ.
Административный центр — станица Ладожская.

## Население
| 2010    | 2012    | 2013    | 2014    | 2015    | 2016    | 2017    |
| ------- | ------- | ------- | ------- | ------- | ------- | ------- |
| 14 845  | ↘14 844 | ↗14 858 | →14 858 | ↗14 897 | ↘14 742 | ↘14 637 |
| 2018    | 2019    | 2020    | 2021    | 2023    |         |         |
| ↘14 514 | ↘14 472 | ↘14 334 | ↘14 022 | ↘13 871 |         |         |

## Населённые пункты
В состав сельского поселения (сельского округа) входят 2 населённых пункта:
| № | Населённый пункт | Тип населённого пункта | Население (чел.) |
| - | ---------------- | ---------------------- | ---------------- |
| 1 | Ладожская        | станица                | ↘14 022          |
| 2 | Потаенный        | хутор                  | ↘0               |